# Paul Steinführ
Paul Steinführ (* 30. September 1900 in Freienwalde, Kreis Saatzig; † 3. April 1983) war ein deutscher Gewerkschafter. Er war Zweiter Vorsitzender des Zentralvorstandes der Industriegewerkschaft Leder im FDGB.

## Leben
Steinführ wurde als Sohn eines Steinmetzes geboren. Die Familie übersiedelte 1901 nach Berlin. Dort besuchte Steinführ die Volksschule. Er arbeitete als Laufbursche, später absolvierte er eine Lehre zum Portefeuiller und arbeitete in diesem Beruf.
1919 wurde er Mitglied des Deutschen Sattler-, Tapezierer- und Portefeuillerverbandes, 1923 trat er der SPD bei. Zeitweise war er Mitglied der Ortsverwaltung Berlin und des geschäftsführenden Hauptvorstandes des Sattler-, Tapezierer- und Portefeuillerverbandes. Zwischen 1931 und 1944 war Steinführ als Heimarbeiter tätig. 1944 wurde Steinführ zum Kriegsdienst in der Wehrmacht eingezogen, 1945 geriet er in sowjetische Kriegsgefangenschaft.
Nach seiner Rückkehr aus der Kriegsgefangenschaft trat er 1945 wieder der SPD bei, 1946 wurde er Mitglied der SED. Ab 1946 gehörte er als Mitglied dem Zentralvorstand der Industriegewerkschaft Leder (IG Leder) im FDGB an. Von Oktober 1947 bis November 1949 war er Zweiter Vorsitzender des Zentralvorstandes der IG Leder. Am 23. November 1949 wurde er wegen angeblicher „Unfähigkeit“ sowie angeblichen „Nurgewerkschaftertums“ abgesetzt.
Nach einem Lehrgang an der Landesgewerkschaftsschule in Leipzig wurde er Angestellter des Zentralvorstandes der IG Textil, Bekleidung und Leder (IG TBL): Zunächst war er Produktionszweigleiter, dann Organisations-Instrukteur, schließlich Leiter des Sekretariats bzw. stellvertretender Leiter der Abteilung Organisation des Zentralvorstandes der IG TBL.